# Wolfe megye
Wolfe megye az Amerikai Egyesült Államokban, azon belül Kentucky államban található. Megyeszékhelye és legnagyobb városa Campton. Lakosainak száma 6562 fő (2020. április 1.). Wolfe megye Morgan, Magoffin, Breathitt, Lee, Menifee és Powell megyékkel határos.

## Népesség
A megye népességének változása:
| Lakosok száma | 7350 | 7363 | 7183 | 7248 | 7259 | 6562 |
|               | 2010 | 2011 | 2012 | 2013 | 2015 | 2020 |